# 普克斯多夫
普克斯多夫是奥地利下奥地利州维也纳城郊县的一个市镇。总面积30.24平方公里，总人口8364人，人口密度276.6人/平方公里（2005年）。